# Planck-korszak
A Planck skáláról elnevezett Planck-korszak az Univerzum történetének legkorábbi időszaka, nullától 10−43 másodpercig (egy Planck-idő), ami alatt mind a négy alapvető kölcsönhatás egyesítve volt, és nem léteztek az általunk ismert elemi részecskék.
A kvantummechanika szerint értelmetlen a Planck-időnél rövidebb időtartamról, vagy a Planck-hossznál rövidebb távolságról beszélni. A fény egy Planck-idő alatt tesz meg ilyen távolságot, azaz mintegy 1,616 × 10−35 métert. Ennek megfelelően a Világegyetem történetét nem nullától, hanem egy Planck-időtől kell mérni. Hasonlóan az Univerzum kezdeti mérete egy Planck-hossz átmérőnél kezdődik, és ezért sosem volt szingularitás, azaz végtelen sűrűség. 2016-ig még nincs elfogadott egyesített elmélete a kvantummechanikának és a relativisztikus gravitációnak.